# North Courtland
North Courtland è un comune degli Stati Uniti d'America situato nella contea di Lawrence dello Stato dell'Alabama.

## Storia
Fondata nel 1818 dalla compagnia Courtland Land Company. Intorno al 1830 Courtland divenne un punto di sosta per le ferrovie.  Nel 1942 L'esercito americano istituì una scuola dell’aeronautica militare.